# Joseph Coomans
Joseph Pierre Olivier Coomans (ur. 28 czerwca 1816 w Brukseli, zm. 31 grudnia 1889 w Boulogne-Billancourt we Francji) – belgijski malarz i ilustrator, specjalizujący się w malowaniu tematów historycznych, orientalnych, scen rodzajowych i krajobrazów.
Urodził się w Brukseli w Belgii w 1816 roku. Uczęszczał do Akademii w Gandawie i Antwerpii, gdzie studiował malarstwo pod kierunkiem trzech znanych belgijskich malarzy: Nicaisa De Keysera, Gustave’a Wappersa i Pietera Van Hanselaera. Coomans towarzyszył armii francuskiej do Algierii w latach 1843–1845. Później podróżował do Włoch, Grecji i Turcji.
W latach 1856–1860 mieszkał w Neapolu, gdzie jego ekspozycja wpłynęła na malarstwo antyczne i zainspirowała jego własny styl. W 1860 roku Coomans osiadł w Paryżu, gdzie regularnie wystawiał w paryskich salonach. Zmarł 31 grudnia 1889 r. W Boulogne-Billancourt we Francji. 
Był dwukrotnie żonaty. Jego żonami były Zoé van Male de Brachene (1807–1848) i  Adelaide Lacroix (1838/84). Z pierwszego małżeństwa miał syna Oskara Coomans (1848-1884), od drugiego dwie córki: Hévę Coomans (1860-1939) i Dianę Coomans (1861-1952).